# Pokémon Heroes: Latios and Latias
Pocket Monsters Mizu no Miyako no Mamorigami Latias to Latios (劇場版ポケットモンスター 水の都の護神 ラティアスとラティオス Gekijōban Poketto Monsutā Mizu no Miyako no Mamorigami Ratiasu to Ratiosu?, Pocket Monsters La película: Latias y Latios, Los Dioses Guardianes de la Capital del Agua) conocida en Estados Unidos como Pokémon Heroes: Latias and Latios es la quinta película del anime Pokémon, complementando a Pokémon: La Búsqueda del Maestro (la última temporada de la historia Pocket Monsters en la versión japonesa). La versión original japonesa fue lanzada en los cines el 13 de julio del 2002, y la adaptación inglesa fue lanzada el 16 de mayo del 2003. Está protagonizada por los Pokémon Legendarios Latias y Latios.

## Argumento
En esta película, nuestros amigos viajan a Altomare, una ciudad acuática, al igual que Venecia. Allí conocen a Latios y su hermana Latias, quien se hace amiga del protagonista principal de la serie, Ash Ketchum. Latios tiene desconfianza hacía los humanos y a Ash pero Latias se junta con ellos camuflándose.
Al final, durante un gran maremoto, Latios se sacrifica para salvar Altomare, siendo el primer Pokémon que muere en el anime Pokémon.
En los créditos se ve a dos Latios volando hacia Altomare, lo que hace pensar a los espectadores en que son la reencarnación del Latios que murió en la película. Aunque en la realidad es el Latios que murió en el anime, con el padre, que son la reencarnación.

## Personajes
Ash (サトシ Satoshi?)
 Seiyū: Rika Matsumoto
Bianca (カノン Kanon?)
 Seiyū: Fumiko Orikasa
Profesor Oak (オーキド博士 Ookido-Hakase?)
 Seiyū: Unsho Ishizuka
Misty (カスミ Kasumi?)
 Seiyū: Mayumi Iizuka
Brock (タケシ Takeshi?)
 Seiyū: Yūji Ueda
Annie (ザンナー  Zanner?)
 Seiyū: Uno Kanda
Oakley (リオン  Lion?)
 Seiyū: Yumiko Shaku
Ross (ロッシ  Rossi?)
 Seiyū: Kōichi Yamadera
James (コジロウ Kojirō?)
 Seiyū: Shinichirō Miki
Jessie (ムサシ Musashi?)
 Seiyū: Megumi Hayashibara
Lorenzo (ボンゴレ  Vongole?)
 Seiyū: Yūzō Gucci
Lawrence III (ジラルダン  Gelardan?)
Oficial Jenny/Agente Mara (ジュンサー Junsar?)
 Seiyū: Chinami Nishimura

## Reparto
| Personaje   | Actor de Voz (Japón) | Actor de Voz (España)   | Actor de Voz (Hispanoamérica) |
| ----------- | -------------------- | ----------------------- | ----------------------------- |
| Ash Ketchum | Rika Matsumoto       | Adolfo Moreno           | Gabriel Ramos                 |
| Misty       | Mayumi Iizuka        | Miriam Valencia         | Xóchtil Ugarte                |
| Brock       | Yuuji Ueda           | Javier Balas            | Arturo Mercado Jr.            |
| Pikachu     | Ikue Ōtani           | Ikue Ōtani              | Ikue Ōtani                    |
| Bianca      | Fumiko Orikasa       | Isacha Mengíbar         | Denise Cobayassi              |
| Latias      | Megumi Hayashibara   | Megumi Hayashibara      | Megumi Hayashibara            |
| Latios      | Masashi Ebara        | Masashi Ebara           | Masashi Ebara                 |
| Annie       | Uno Kanna            | Adelaida López          | Jacqueline Castañeda          |
| Oakley      | Yumiko Shaku         | María José Castro       | Cristina Hernández            |
| Lorenzo     | Gutch Yuzo           | Roberto Cuenca Martínez | Rogelio Guerra                |
| Jessie      | Megumi Hayashibara   | Amparo Valencia         | Diana Pérez                   |
| James       | Shinichiro Miki      | Iván Jara               | José Antonio Macías           |
| Meowth      | Inuko Inuyama        | José Escobosa           | Gabriel Cobayassi             |
| Narrador    | Unshou Ishizuka      | Eduardo del Hoyo        | Gabriel Basurto               |

## Recepción
Pokémon Heroes: Latios and Latias, al igual que sus antecesoras, recibió críticas negativas por parte de la crítica especializada, pero más positivas por parte de la audiencia y los fanes. 
En el sitio web IMDb tiene una calificación de 6.1 basada en más de 3000 votos. En la página Anime News Network posee una puntuación aproximada de 7 (bueno), basada en más de 500 votos. En MyAnimeList tiene una calificación de 7.3, basada en más de 26 000 votos.